# إتش ريتشارد كرين
إتش ريتشارد كرين (بالإنجليزية: H. Richard Crane)‏ هو فيزيائي وعالم وأستاذ جامعي أمريكي، ولد في 4 نوفمبر 1907 في ترلوك في الولايات المتحدة، وتوفي في 19 أبريل 2007.